# James Augustine
James Augustine (* 27. Februar 1984 in Midlothian (Illinois)) ist ein US-amerikanischer Basketballspieler. Er spielt beim russischen Verein ZSKA Moskau auf der Position des Power Forward.

## Karriere

### College
Augustine spielte vier Jahre für das Basketballteam der University of Illinois. Als Neuling kam er sofort in die Start-Mannschaft. Während seiner College-Zeit stellte er einige Club-Rekorde auf. In der Saison 2005/06 wurde er in das Big-Ten Conference 1st Team nominiert.

### Profi
Augustine wurde beim NBA-Draft 2006 als 41. ausgewählt. Er spielte zwei Saisons in der NBA für Orlando Magic. Gleichzeitig wurde er in NBDL für Anaheim Arsenal eingesetzt und erzielte in acht Spielen viermal einen double-double. Anschließend wechselte er nach Spanien. Augustine spielte zunächst zwei Jahre für CB Gran Canaria. In der Saison 2009/10 erreichte er mit Gran Canaria das Viertelfinale im ULEB Eurocup und wurde dabei in das All-Eurocup Second-team gewählt. In der Saison 2010/11 spielte Augustine für Power Electronics Valencia. Mit Valencia spielte er in der EuroLeague und erreichte dort die Top 16. Anschließend ging er für ein Jahr zu UCAM Murcia. Zu Beginn der Saison 2012/13 unterschrieb Augustine einen Vertrag beim russischen BK Chimki. Mit Chimki erreichte er wiederum die Top 16 der Euroleague in der Saison 2012/13.

## Erfolge und Auszeichnungen

### Titel
- ULEB-Eurocup-Sieger: 2015

### Persönliche Auszeichnungen
- All-Eurocup Second-team 2009/10
- MVP des Monats Januar 2014 in der VTB-UL